# Вайтра
Вайтра (нем. Weitra) — город в Австрии, в федеральной земле Нижняя Австрия.
Входит в состав округа Гмюнд. Население составляет 2706 человек (на 1 января 2018 года). Занимает площадь 52,53 км². Официальный код — 30942.

## География
Вайтра лежит в лесистой зоне Нижней Австрии, на побережье реки Лужнице. Площадь города составляет 52,53 км2, из которых 42,23% территории занято лесом.

## Фотографии
- Главная площадь с памятником и замком[нем.]
- Вокзал и узкоколейный поезд
- Верхние ворота (Das Obere Tor)
- Украшенный фасад дома в технике сграффито

## Политическая ситуация
Бургомистр коммуны — Рэймонд Фокс (АНП) по результатам выборов 2015 году.
Совет представителей коммуны (нем. Gemeinderat) состоит из 21 места.
- АНП занимает 15 мест.
- СДПА занимает 4 мест.
- местный список: 2 места.